# 投資事業組合
投資事業組合（とうしじぎょうくみあい）とは、組合員たる投資家から資金を集め、出資先企業に対し、主として出資の形で資金を供給する任意団体のことをいう。単に投資組合と略される場合もある。
株式持合いが減って、金融機関が放出した株式の受け皿となった。

## 概要
- 1980年代前半頃より、ベンチャー・ファンドを皮切りとして投資事業組合は組成されたが、民法上の組合が、主に受け皿として活用されていた。
- しかし民法上の組合は構成員が無限責任を負うことになるため、ベンチャーの振興に資さないという欠点があった。
- 1998年に中小企業等投資事業有限責任組合契約に関する法律（中小有責法）が制定され、中小の未公開企業に投資する投資事業組合の投資家については、有限責任とされる措置がなされた。
- 2002年に有限会社及び匿名組合が、2003年に産業活力再生特別措置法の認定企業等の一定要件を充足する事業再生企業が中小企業等投資事業有限責任組合の投資対象に追加された。
- 2004年には「中小企業等投資事業有限責任組合契約に関する法律」が「投資事業有限責任組合契約に関する法律」へと改正され、出資対象が上場会社までに拡大するだけでなく、金銭債権の取得や融資等を行うことも可能とされた。

## 組成方法
- 組合の組成方法は、主に3種類ある。

1. 民法上の組合
2. 商法上の匿名組合
3. 投資事業有限責任組合契約に関する法律の投資事業有限責任組合

## 関連法令
- 商法
- 投資事業有限責任組合契約に関する法律